# Jessica Townsend
Jessica Townsend, née le 18 avril 1985 à Caloundra (Queensland, Australie), est une écrivaine australienne connue pour avoir écrit la série de romans de low fantasy Nevermoor.
Le premier tome de la série, Nevermoor : Les Défis de Morrigane Crow, a gagné le Book of the Year Award aux Australian Book Industry Awards. Aux Adelaide Festival Awards for Literature, le livre a gagné le Premier's Award for best overall published work et le Children's award. Il a également remporté en 2018 le Waterstones Children's Book Prize for Younger Fiction.

## Œuvres

### SérieNevermoor
1. Nevermoor : Les Défis de Morrigane Crow[5], Pocket Jeunesse, 2018 ((en) Nevermoor : The Trials of Morrigan Crow, 2017)
2. Le Wundereur : La Mission de Morrigane Crow[6], Pocket Jeunesse, 2019 ((en) Wundersmith : The Calling of Morrigan Crow, 2018)
3. Hollowpox : La Traque de Morrigane Crow, Pocket Jeunesse, 2021 ((en) Hollowpox : The Hunt for Morrigan Crow, 2020)